# Babygirl
Babygirl è un film thriller erotico americano del 2024 scritto, diretto e prodotto da Halina Reijn. 
Il film vede Nicole Kidman nei panni di una amministratrice delegata di alto livello che mette a repentaglio la sua carriera e la sua famiglia quando inizia una relazione con uno stagista più giovane (Harris Dickinson). Anche Sophie Wilde e Antonio Banderas sono parte del cast principale.
Babygirl è stato presentato in anteprima all'81ª Mostra internazionale d'arte cinematografica di Venezia il 30 agosto 2024, dove la Kidman ha vinto la Coppa Volpi come migliore attrice, seguito da una première al Toronto International Film Festival 2024 tenutasi il 10 settembre, con un'ampia distribuzione nelle sale da parte di A24 il 25 dicembre 2024. È stato nominato uno dei migliori dieci film del 2024 dal National Board of Review, dove la Kidman ha ricevuto anche il premio come migliore attrice.

## Trama
Romy Mathis è un'amministratrice delegata e donna di famiglia che intraprende una relazione sessuale di sottomissione con uno stagista, Samuel, a causa delle sue frustrazioni personali legate al suo matrimonio con Jacob. Sebbene Romy inizialmente cerchi di troncare la relazione per paura di cosa potrebbe succedere se qualcuno in azienda o nella sua famiglia lo scoprisse, continua a lasciare che la relazione continui.
Quando l'assistente di Romy, Esme, minaccia di rivelare ciò che sa, Romy confessa a Jacob la relazione, e lui la caccia di casa. La situazione culmina in uno scontro quando Jacob trova Romy e Samuel insieme nella loro casa di campagna. I due si azzuffano prima che Jacob abbia un attacco di panico, ma Samuel lo aiuta a superare la situazione prima di abbandonare definitivamente la vita di Romy.
Samuel trova lavoro in Giappone, mentre Romy acquisisce un nuovo senso di sicurezza e autorità, e il suo matrimonio e la sua vita sessuale con Jacob migliorano.

## Produzione

### Sviluppo
Nel novembre 2023 è stato annunciato che David Hinojosa della 2AM avrebbe prodotto il progetto insieme ad Halina Reijn della Man Up Films, con A24 che ha finanziato il progetto. Julia Oh, Zach Nutman e Christine D'Souza Gelb della 2AM sono stati produttori esecutivi. Successivamente è stato rivelato che Julia Oh avrebbe assunto il ruolo di produttrice, contrariamente a quanto si diceva in precedenza. Oltre al suo ruolo di produttrice, Halina Reijn ha diretto il film da una sceneggiatura da lei scritta. Il progetto ha segnato il secondo lungometraggio in lingua inglese di Reijn, entrambi prodotti da A24.
Il piano originale era di realizzare un film estivo; tuttavia, è stato cambiato in Natale a causa dell'impatto dello sciopero WGA del 2023 e dello sciopero SAG-AFTRA del 2023 sulla programmazione del film. Le dinamiche sul posto di lavoro del film sono state influenzate da elementi cinematografici di Proposta indecente e Basic Instinct . La relazione nel film è stata ambientata in un posto di lavoro americano perché la gerarchia e le regole più rigide negli Stati Uniti rispetto all'Europa erano ritenute dal regista come un modo per far sembrare tale relazione ancora più proibita e tabù.
Reijn è stata ispirata a scrivere la sceneggiatura dopo aver sentito parlare di una donna che non aveva mai provato un orgasmo durante i suoi 25 anni di matrimonio. Ha aggiunto che il suo interesse nell'esplorare le relazioni delle donne con i loro corpi è stato un fattore chiave per la realizzazione di questo film. Ha anche attribuito la sua passione per i thriller erotici degli anni '80 e '90, in particolare quelli dei registi Paul Verhoeven e Adrian Lyne , come la forza trainante ispiratrice dietro la sua decisione di realizzare questo film. Lizzy Talbot è stata assunta come coordinatrice dell'intimità.
Il film presenta una significativa differenza di età di 24 anni tra i suoi personaggi principali, con Romy scritta come 49enne e Samuel come 25enne. È interessante notare che la differenza di età nella vita reale tra Nicole Kidman (56 anni durante le riprese) e Harris Dickinson (27) era ancora maggiore.  Reijn ha sottolineato l'importanza di normalizzare le differenze di età nelle relazioni, in particolare quando le donne sono i partner più anziani, affermando: "Dovrebbe essere completamente normalizzato il fatto che le differenze di età cambino e che le donne abbiano relazioni diverse. Non siamo più intrappolati in una scatola". Dickinson ha osservato che la limitata interazione pre-riprese tra lui e Kidman alla fine ha giovato al progetto, poiché ha permesso loro di costruire fiducia e lavorare insieme con gentilezza, migliorando l'autenticità della loro dinamica sullo schermo. 
Kidman e Reijn hanno costruito un forte legame durante la preparazione del film a New York, promuovendo fiducia e apertura. Hanno lavorato a stretto contatto, rivedendo le scene e condividendo storie personali, creando un ambiente collaborativo e intimo. Kidman attribuisce all'approccio di supporto di Reijn il merito di averla aiutata ad accettare la vulnerabilità emotiva e fisica richiesta dal ruolo.

### Cast
Nel novembre 2023, Kidman, Dickinson, Antonio Banderas, Sophie Wilde e Jean Reno furono annunciati come parte del cast. Altri membri del cast includevano John Cenatiempo, Vaughan Reilly, Victor Slezak, Anoop Desai e Maxwell Whittington-Cooper. Esther McGregor fu segnalata come protagonista.

### Riprese
Le riprese principali sono iniziate nel dicembre 2023 a New York City, e si sono concluse nel febbraio 2024.

### Musica
Il 2 dicembre 2024, Sky Ferreira ha annunciato l'uscita di " Leash ", una canzone scritta e co-prodotta da lei per la colonna sonora del film. La colonna sonora del film è stata composta da Cristobal Tapia de Veer ed è stata pubblicata digitalmente il 25 dicembre 2024, tramite A24 Music. 
Il film contiene il singolo del 1988 degli INXS " Never Tear Us Apart ". A24 ha faticato ad assicurarsi i diritti del brano, cosa di cui Reijn si è lamentato con Kidman, che ha personalmente ottenuto i diritti nel giro di "un paio di giorni".

## Promozione
Un primo trailer esteso è stato diffuso il 1° ottobre 2024, seguito da un secondo il 19 novembre successivo.

## Distribuzione
Il film è stato presentato in anteprima alla 81ª Mostra internazionale d'arte cinematografica di Venezia il 30 agosto 2024. La data di uscita negli Stati Uniti da parte di A24, originariamente prevista per il 20 dicembre 2024, è stata poi posticipata al 25 dicembre seguente. In Italia il film è stato distribuito dalla Eagle Pictures il 30 gennaio 2025.

## Accoglienza

### Incassi
Il film ha incassato 28196732 $ in Nord America e 36404468 $ nel resto del mondo, per un totale di 64601200 $. In Italia ha incassato 1321622 €.

### Critica
Su Rotten Tomatoes 273 critici esprimono un gradimento del 76%, su Metacritic il voto medio di 55 critici è 79/100.
Antonio D'Onofrio su Sentieri Selvaggi dà al film 3,3 stelle su 5, scrivendo che è «Più divertente che trasgressivo, tradisce l’anima thriller e trova una chiave grottesca per raccontare le logiche del potere tra fantasie ed abusi di una relazione sessuale»; positivo anche il parere di Jacopo Gramegna su CineFacts secondo il quale «Babygirl sembra volerci ricordare quanto i giochi di potere, se affrontati con consapevolezza, possano essere divertenti».

## Riconoscimenti
- 2025 – Golden Globe[14]
  - Candidatura per la migliore attrice in un film drammatico a Nicole Kidman
- 2024 – Mostra internazionale d'arte cinematografica
  - Coppa Volpi per la migliore interpretazione femminile a Nicole Kidman
  - In concorso per il Leone d'oro